# Echinisis spicata
Echinisis spicata är en korallart som först beskrevs av Sydney John Hickson 1907.  Echinisis spicata ingår i släktet Echinisis och familjen Isididae.
Artens utbredningsområde är Södra Ishavet. Inga underarter finns listade i Catalogue of Life.